# Pietro d'Alcántara
Pietro d'Alcántara, al secolo Juan de Garavito y Vilela de Sanabria (Alcántara, 1499 – Arenas, 18 ottobre 1562), è stato un sacerdote spagnolo dell'Ordine dei Frati Minori: da una sua riforma introdotta nella famiglia francescana ebbe origine il ramo degli scalzi. È stato proclamato santo nel 1669 da papa Clemente IX.

## Biografia
Suo padre, Pietro Garavita, era il governatore della regione, e sua madre apparteneva alla nobile famiglia dei Sanabria. Dopo aver studiato grammatica e filosofia nella sua città natale, all'età di 16 anni fu inviato all'Università di Salamanca.
Nel 1515 prese l'abito francescano tra i frati minori della più stretta osservanza del convento di San Francisco de los Majaretes, nella custodia del Santo Vangelo, all'epoca soggetta all'obbedienza ai frati minori conventuali ma passata sotto l'obbedienza degli osservanti nel 1517. Nella custodia del Santo Vangelo, divenuta provincia di San Gabriele nel 1519, completò la sua formazione teologica e fu ordinato prete nel 1524.
Fu padre guardiano dei conventi di Badajoz, Robledillo, Plasencia, San Onofre de La Lapa; più volte, a partire del 1535, membro del definitorio; ministro provinciale dal 1538 al 1541; custode capitolare al capitolo generale ultramontano di Salamanca del 21 maggio 1553. 
Divenne un apprezzato predicatore: le sue omelie, ispirate ai libri profetici ed ai libri sapienziali della Bibbia, erano indirizzate preferibilmente alle fasce più umili della popolazione.

### La riforma dei francescani scalzi
Il ramo riformato dei frati scalzi possedeva, al tempo in cui Pietro entrò nell'Ordine, oltre ai conventi spagnoli, la Custodia di Santa Maria della Pietà in Portogallo, sottoposta al Generale degli Osservanti.
Dopo essere stato eletto ministro della provincia di san Gabriele nel 1538, Pietro si mise subito al lavoro. Al capitolo di Plasencia nel 1540, redasse le Costituzioni dei Membri di più Stretta Osservanza, ma l'opposizione ai suoi severi ideali fu tale che egli rinunciò all'incarico di provinciale e si ritirò con Giovanni d'Avila sulle montagne di Arabida, in Portogallo, dove si unì a padre Martino da Santa Maria che conduceva una vita eremitica in perfetta solitudine. Ben presto, comunque, altri frati si associarono a lui e numerose piccole comunità furono stabilite. Pietro fu scelto come guardiano e maestro dei novizi al convento di Pallais. Nel 1560 queste comunità furono erette nella provincia di Arabida.
Al suo ritorno in Spagna nel 1553, egli trascorse più di due anni in solitudine, successivamente intraprese un viaggio a piedi nudi fino a Roma ed ottenne il permesso da papa Giulio III di avviare la fondazione di alcuni poveri conventi in Spagna sotto la giurisdizione del generale dei conventuali. Conventi furono eretti a Pedrosa, Plasencia e altrove: nel 1556 questi conventi furono raggruppati in un commissariato e Pietro ne fu il superiore; nel 1561, insieme alle comunità pasqualite, formarono una vera provincia, con il titolo di san Giuseppe.
Senza essere scoraggiato dall'opposizione e dagli insuccessi che i suoi sforzi di riformatore avevano incontrato nella provincia di San Gabriele, Pietro redasse le costituzioni della nuova provincia con una severità persino più rigorosa. La riforma si diffuse con rapidità nelle altre province di Spagna e Portogallo.
Nel 1562 la provincia di San Giuseppe fu posta sotto la giurisdizione del Generale degli Osservanti e due nuove custodie furono formate: quella di San Giovanni Battista a Valencia e quella di San Simone in Galizia.

### I rapporti

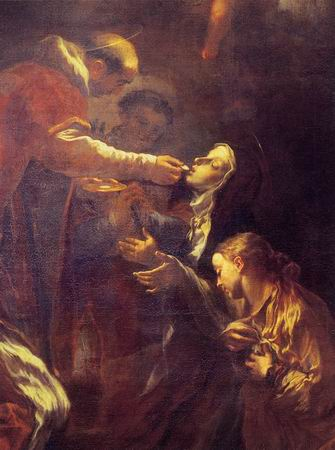
San Pietro d'Alcantara che comunica santa Teresa d'Avila (Livio Mehus)

Tra gli ammiratori e i sostenitori dell'opera di Pietro, vanno ricordati anche i santi Francesco Borgia e Giovanni d'Avila e il venerabile Luigi di Granata.
Appoggiò Teresa d'Avila nella sua opera di riforma dell'Ordine Carmelitano. Fu proprio una lettera di Pietro del 14 aprile 1562 ad incoraggiare Teresa a fondare il suo primo convento ad Avila, il 24 agosto di quello stesso anno. L'Autobiografia di Teresa è la fonte di molte informazioni e leggende devozionali concernenti la vita, l'azione, i "doni soprannaturali di miracoli" e profezia di Pietro.

## Gli sviluppi della sua riforma
Oltre alle Costituzioni dei Membri di più Stretta Osservanza e molte lettere a contenuto spirituale, indirizzate specialmente a Teresa, compose un breve trattato sulla preghiera, tradotto in diverse lingue.
Papa Leone XIII, con la bolla Felicitate quidam (4 ottobre 1897), riunì gli Alcantarini ed altre famiglie francescane nell'Ordine dei frati minori (O.F.M.): il ramo femminile della riforma (suore francescane Alcantarine, approvate nel 1874) è tuttora fiorente.

## Il culto
Fu beatificato da papa Gregorio XV il 18 aprile 1622; il 28 aprile 1669 papa Clemente IX lo iscrisse nel numero dei santi: durante la stessa cerimonia venne canonizzata anche santa Maria Maddalena de' Pazzi.
Nel 1826 Pietro di Alcántara fu nominato patrono del Brasile, e nel 1962 (in occasione del quarto centenario della sua morte), dell'Estremadura.
La sua memoria liturgica è fissata al giorno 19 ottobre nella messa tridentina. Nel calendario del 1969 di papa Paolo VI il suo culto è stato limitato ai calendari locali e delle famiglie religiose francescane. 
Nell'iconografia il santo è stato rappresentato, insieme a san Pasquale Baylon, in ginocchio ai piedi della Madonna del Pozzo; questo perché a partire dalla metà del Settecento i frati alcantarini presenti nel sud Italia, nei territori dell'ex Regno delle Due Sicilie, erano impegnati nella diffusione del culto della Madonna del Pozzo di Capurso. Abbinando i due maggiori Santi dell'ordine alla Vergine del Pozzo, gli alcantarini diffondevano il culto in ogni posto dove erano presenti.